# Miergińce
Miergińce (biał. Мяргенцы, Miarhiency; ros. Мергенцы, Miergiency) – wieś na Białorusi, w obwodzie grodzieńskim, w rejonie lidzkim, w sielsowiecie Dworzyszcze.

## Historia
W XIX i w początkach XX w. położone były w Rosji, w guberni wileńskiej, w powiecie lidzkim.
W dwudziestoleciu międzywojennym leżały w Polsce, w województwie nowogródzkim, w powiecie lidzkim, w gminie Żyrmuny. W 1921 miejscowość liczyła 193 mieszkańców, zamieszkałych w 34 budynkach, wyłącznie Polaków wyznania rzymskokatolickiego.
Po II wojnie światowej w granicach Związku Sowieckiego. Od 1991 w niepodległej Białorusi.